# Betsy DeVos
Elisabeth DeVos, dite Betsy DeVos, née Prince le 8 janvier 1958 à Holland (Michigan), est une femme d'affaires milliardaire et femme politique américaine. Membre du Parti républicain, elle est secrétaire à l'Éducation dans l'administration du président Donald Trump de 2017 à 2021.

## Biographie

### Famille, études et début de carrières professionnelle et politique

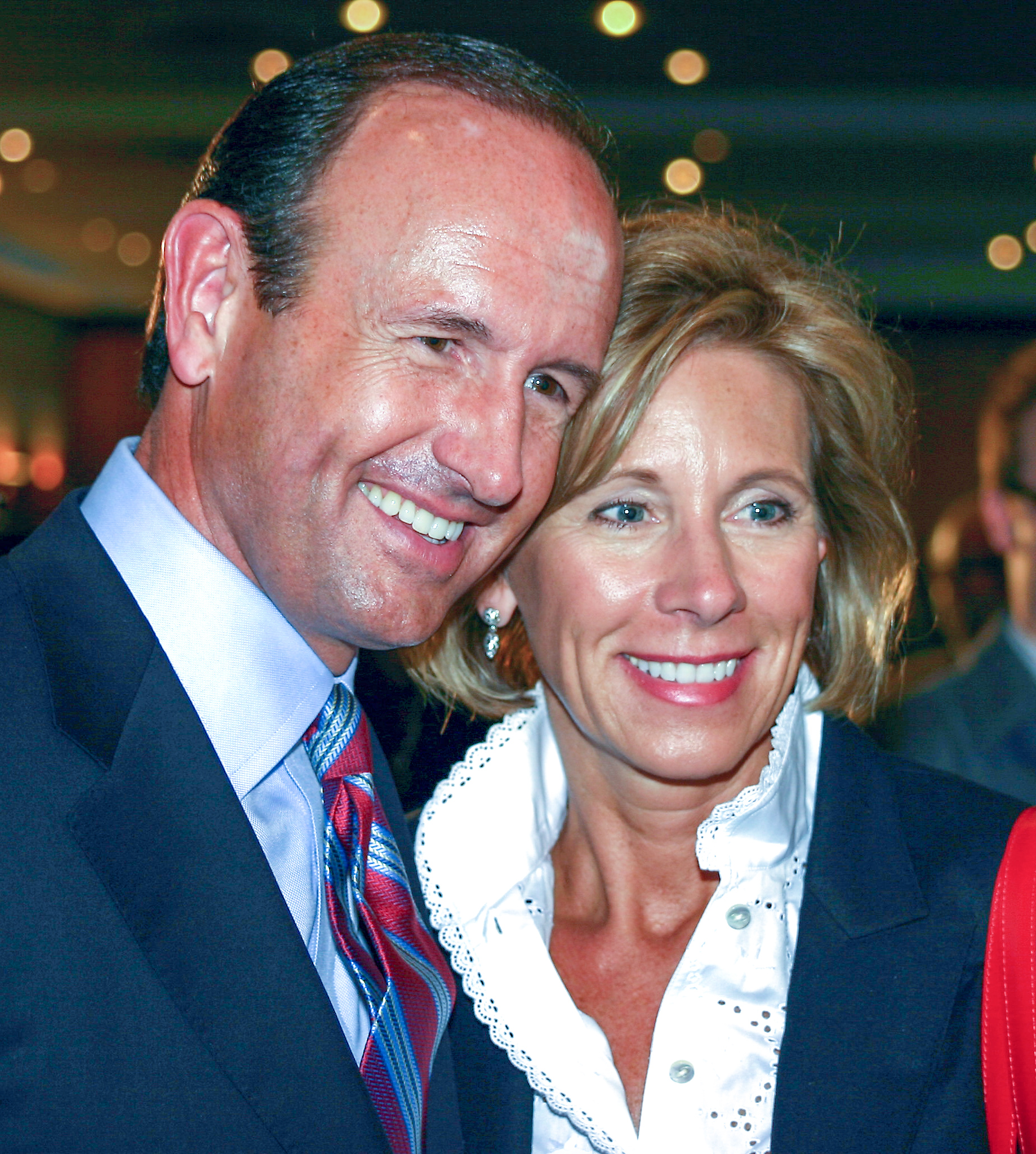
Le couple Dick et Betsy DeVos en 2006.

Elisabeth Prince naît le 8 janvier 1958 à Holland (Michigan). Elle est la sœur aînée d'Erik Prince, ancien membre des Navy SEALs et entrepreneur fondateur de la société militaire privée Academi (anciennement Blackwater Worldwide),.
Betsy DeVos entre en politique à l'occasion de l'élection présidentielle de 1976 en faisant campagne pour le républicain Gerald Ford. Durant sa carrière, elle dirige le Parti républicain du Michigan et plusieurs associations pour le libre choix d'école (School choice (en)),.
En 1979, elle est diplômée du Calvin College en économie des affaires.
Elle fonde avec son mari le Windquest Group, qui investit dans les technologies et l'industrie.
De 2004 à 2010, elle siège au conseil d'administration du John F. Kennedy Center for the Performing Arts.

### Fortune
Mariée à Dick DeVos (en) (avec qui elle a quatre enfants), l'un des héritiers de Richard DeVos, 88e fortune des États-Unis avec 5,4 milliards de dollars de fortune, ils forment un couple de milliardaires.

### Action dans le Michigan

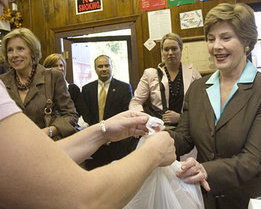
Betsy DeVos et la Première dame Laura Bush en 2006.

Dans les années 1990, elle fait du lobbying pour que la législature d'État du Michigan adopte la loi créant les écoles sous contrat.
En 2000, elle soutient un amendement de la Constitution du Michigan pour permettre de financer des écoles privées et religieuses par des fonds publics (par un système de bons). La famille DeVos dépense près de 6 millions de dollars en faveur de l'amendement, qui est finalement rejeté par référendum,.
En 2010, les DeVos soutiennent une augmentation du nombre d'écoles sous contrat dans l'État. Après son adoption, ils financent les campagnes d'opposants aux élus ayant voté contre cette augmentation durant les primaires républicaines.
Au printemps 2016, elle s'oppose à une réforme du système des écoles publiques de Détroit (considéré comme l'un des moins performants du pays) soutenue à la fois par le maire démocrate de la ville, Mike Duggan, et le gouverneur républicain du Michigan, Rick Snyder. Elle critique notamment la création d'une commission de l'éducation, qui aurait un droit de regard sur les écoles et pourrait fermer les écoles mal gérées. La législation est adoptée par le Sénat du Michigan mais rejetée par la Chambre des représentants. Dans les semaines qui suivent, les élus s'étant opposés au texte reçoivent d'importantes contributions des DeVos.

### Secrétaire à l'Éducation

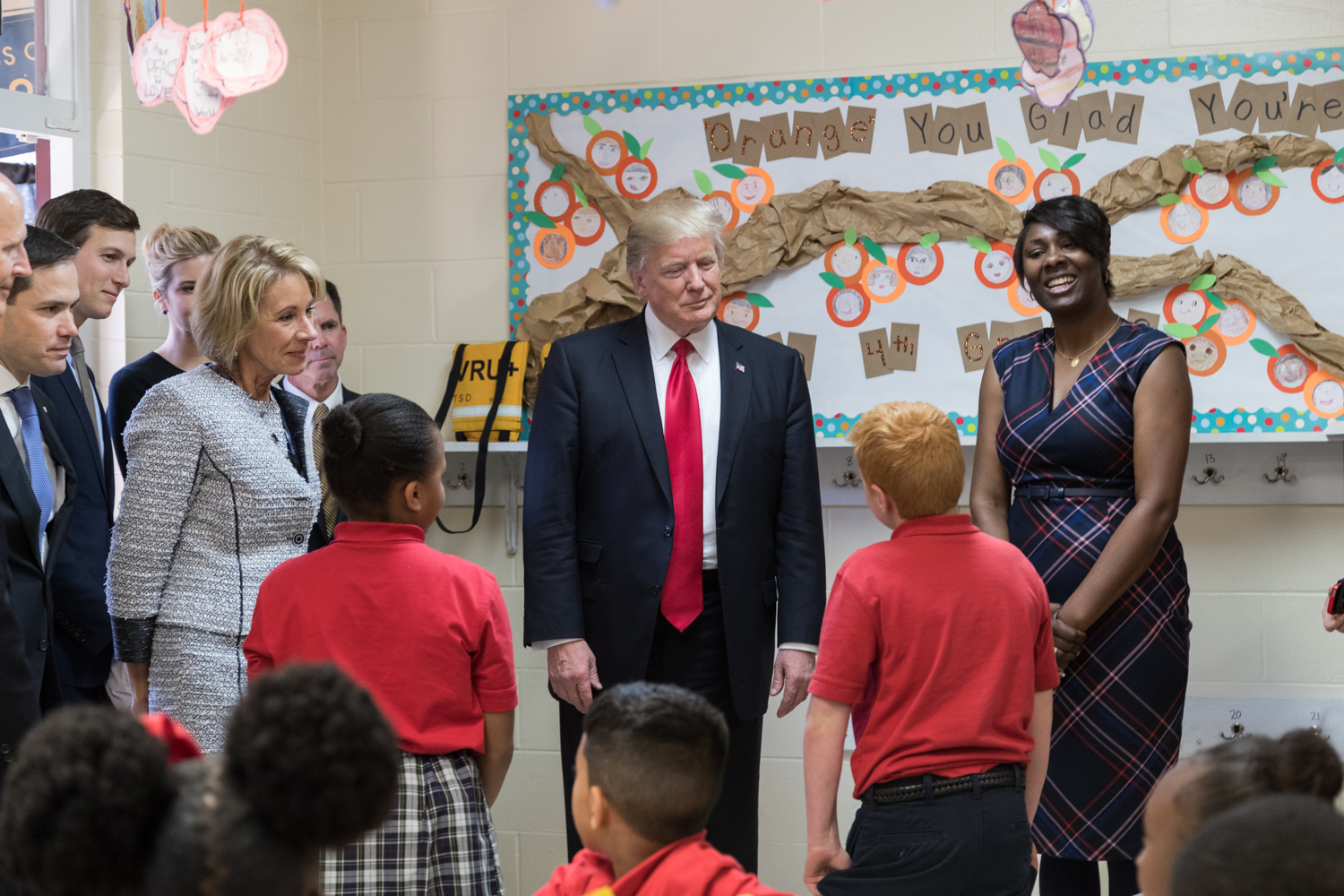
Donald Trump et Betsy DeVos (à gauche) dans une école d'Orlando (Floride), 3 mars 2017.

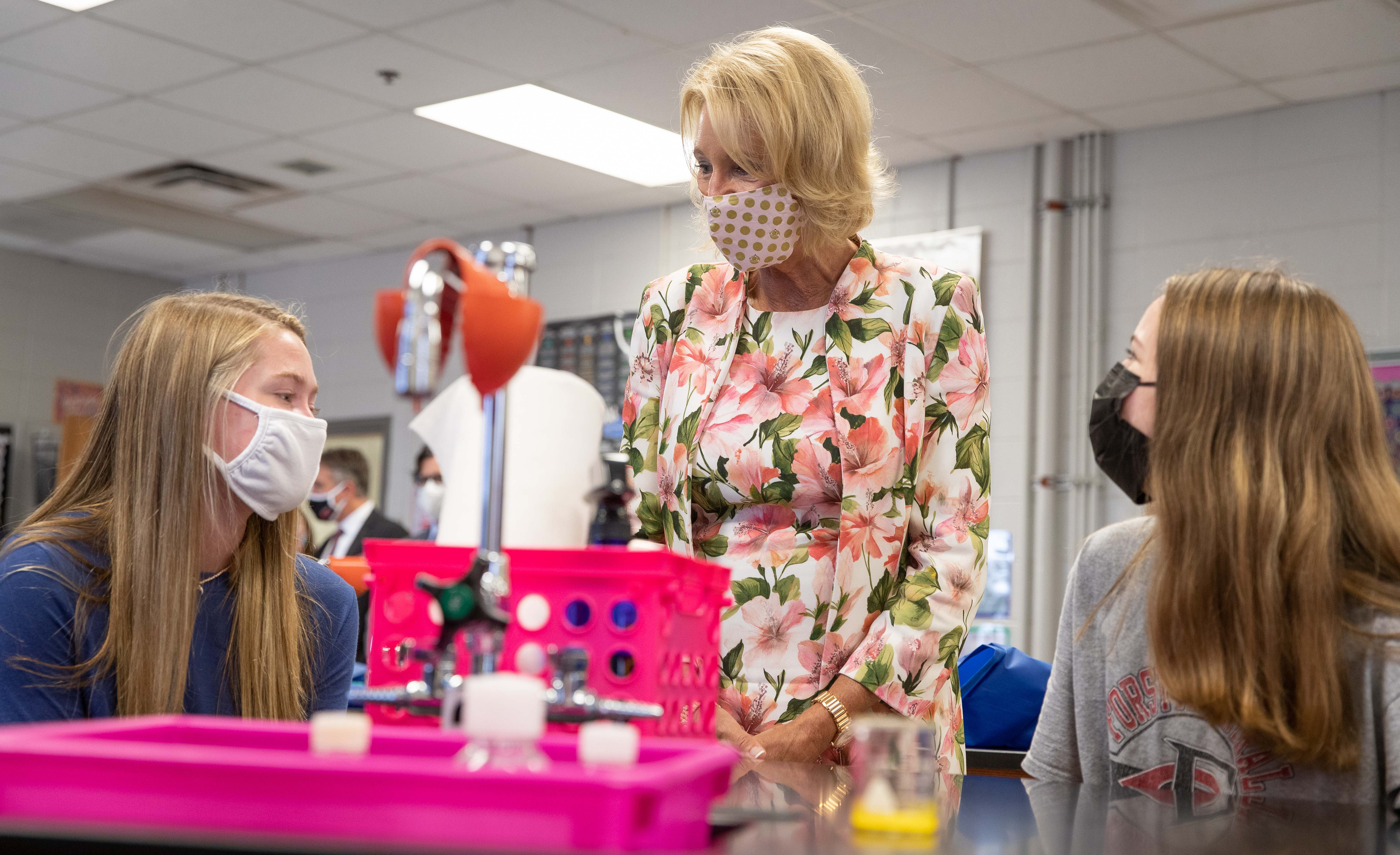
La secrétaire Betsy DeVos lors de la visite d'un lycée en août 2020, masquée comme les élèves dans le cadre de la pandémie de Covid-19.

Le 23 novembre 2016, elle est choisie par le président-élu Donald Trump pour être la prochaine secrétaire à l'Éducation des États-Unis. Sa nomination est fortement critiquée par les syndicats d'enseignants et des associations comme l'Union américaine pour les libertés civiles. Cependant, ce choix est soutenu par de nombreux élus républicains. Pour la presse, sa nomination permet à Trump de s'ouvrir à la frange du Parti républicain réticente à son égard, Betsy DeVos ayant soutenu Carly Fiorina, Jeb Bush puis Marco Rubio lors des primaires.
Durant son audition par le Sénat, plusieurs sénateurs pointent son manque d'expérience dans le domaine de l'éducation publique et sa méconnaissance de certaines lois fédérales, notamment celles pour l'accès des personnes handicapées à l'école. Outre l'opposition des élus démocrates, les sénatrices républicaines Lisa Murkowski et Susan Collins annoncent qu'elles voteront contre sa nomination.
Deux sénatrices républicaines ayant voté contre elle, Betsy DeVos obtient 50 voix en sa faveur. Pour la première fois de l'histoire, la confirmation d'un membre du cabinet présidentiel est arbitrée par le vice-président, en l'occurrence Mike Pence, lui permettant ainsi d'obtenir une majorité de 51 voix requises pour sa nomination,.
En 2017, avec Mike Pence, elle se déclare favorable à l'enseignement de la « controverse », opposant le créationnisme à la théorie de l'évolution à l'école.
Le 7 janvier 2021, elle annonce sa démission à la suite de l'assaut du Capitole par des partisans de Donald Trump, démission qui prend effet le lendemain, douze jours avant la fin de l'administration Trump. Elle déclare à l'adresse du président : « Il est indéniable que votre rhétorique a eu un impact sur la situation, et c’est un point de bascule pour moi ».

## Positions politiques
Betsy DeVos soutient ardemment l'école privée. En 2001, elle estime avec son mari que les écoles publiques ont remplacé les églises au centre de la communauté et que le libre choix d'école est un moyen de renverser cette tendance. Pour elle, ces réformes pourraient « avancer le royaume de Dieu ».